# Glover Motor Company
Glover Motor Company war ein US-amerikanischer Hersteller von Automobilen.

## Unternehmensgeschichte
Das Unternehmen existierte von 1920 bis 1921 und hatte seinen Sitz in New York City. Es stellte in Zusammenarbeit mit einem anderen Unternehmen Kraftfahrzeuge her. Zwei Quellen meinen, dass es die Seneca Motorcar Company aus Fostoria in Ohio war. Die Fahrzeuge waren ausschließlich für den Export bestimmt. Glover’s Motors Ltd. aus Leeds war der Importeur für das Vereinigte Königreich.
Es bestand keine Verbindung zum Hersteller Glover, der ein paar Jahre vorher ebenfalls Fahrzeuge als Glover vermarktete.

## Fahrzeuge
Die Fahrzeuge hatten einen Vierzylindermotor von der LeRoi Company. Er leistete 27 PS. Das Fahrgestell hatte 290 cm Radstand. Für 1920 sind zweisitzige Roadster und für 1921 viersitzige Tourenwagen überliefert.